# П'єр Реверді

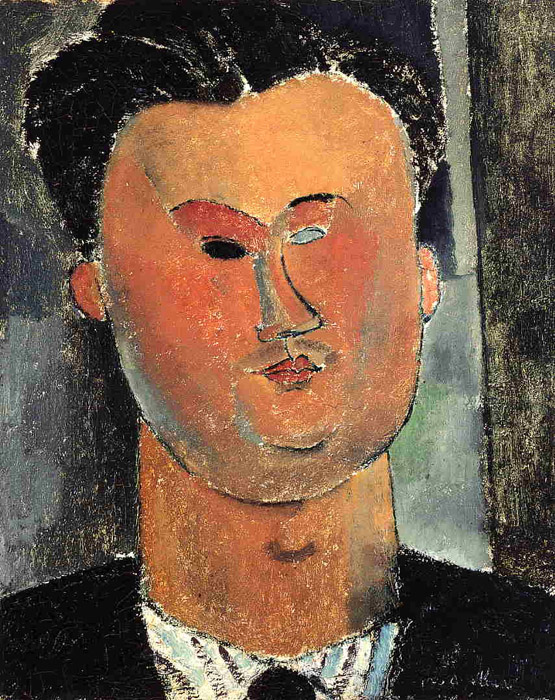
Модільяні. Портрет П'єра Реверді, 1915

П'єр Реверді́ (фр. Pierre Reverdy, 13 вересня 1889, Нарбонна — 17 червня 1960, Солем, Сарта) — французький поет, а також автор літературознавчих есе та оповідань. У своїх літературних творах був близький до кубізму та сюрреалізму.

## Біографія
У свідоцтві про народження П'єра Реверді було вказано «народився від невідомого батька та невідомої матері». Мати П'єра хоч і була одружена з його батьком, проте той проживав у Аргентині. Батьки повторно одружилися 1897 року. А мати визнала П'єра своїм сином, коли тому виповнилося 22 роки. В родині Реверді було багато скульпторів, що займалися сакральним мистецтвом. Тож змалку і все життя Реверді плекав почуття глибокої релігійності. Читати і писати П'єр навчився від батька. Здобув освіту в Тулузі і Нарбонні.
У жовтні 1910 року Реверді переїхав до Парижа. Він жив у відомому будинку-гуртожитку Бато-Лавуар на Монмартрі, де мав нагоду познайомитися з Пабло Пікассо, Гійомом Аполлінером, Максом Жакобом, Луї Арагоном, Андре Бретоном, Філіппом Супо та Трістаном Тцара. Його паризькими друзями стали Пабло Пікассо, Жорж Брак, Хуан Ґріс та Анрі Матісс. Реверді брав безпосередню участь у становленні такого мистецького напрямку, як сюрреалізм. У першому маніфесті сюрреалістів Андре Бретон назвав Реверді «найбільшим поетом нашого часу». 1914 року Реверді одружився зі швачкою Анрієттою Шарлоттою Бюро (фр. Henriette Charlotte Bureau).
1915 року Реверді опублікував свою першу поетичну збірку «Вірші в прозі» (Poèmes en prose), яка була ілюстрована художником-кубістом Хуаном Ґрісом. 1917 року разом з Гійомом Аполлінером та Максом Жакобом Реверді заснував часопис літературного авангарду «Північ-Південь» (Nord-Sud). Назва журналу походила від назви станції метро, що з 1910 року поєднувала Монпарнас із Монмартром. «Теорія образу» Реверді, опублікована в цьому журналі в березні 1918 року, мала великий вплив на молодого Андре Бретона, яка дала йому ключ до власних міркувань щодо природи творчості. Слова, що струмують з несвідомого, утворюють образ: «Образ є чистим творіння духа — він не може постати з порівняння, а радше з наближення більше чи менше віддалених між собою реальностей. — Що віддаленішими і точнішими є взаємини поєднаних між собою реальностей, то сильнішим стає образ — то більшим є його емоційний вплив та поетична реальність».
На початку 1920-х років Реверді мав любовний зв'язок з дизайнеркою моди Коко Шанель та присвятив їй багато своїх поезій.
З часом Реверді дистанціювався від руху сюрреалістів, а 1926 року у віці 37 років покинув Париж, перейшов до католицизму й оселився в Солемському абатстві Святого Петра. Тут у статусі світського брата (конверза) він прожив до кінця свого життя, тобто до 1960 року. У монастирі Реверді написав чимало поезій, а також дві літературознавчі книжки «En vrac» та «Le livre de mon bord», де окрім есе були представлені його афоризми.

## Твори
- Poèmes en prose (1915)
- La lucarne ovale (1916)
- Quelques poèmes (1916)
- Le voleur de Talan (1917, роман)
- Les ardoises du toit (1918, з малюнками Ж.Брака)
- La guitare endormie (1919, з малюнками Х.Гріса)
- Self-defence (1919, статті та есе про літературу)
- Étoiles peintes (1921 з офортом А.Дерена)
- Cœur de chêne (1921)
- Cravates de chanvre (1922, з офортами Пікассо)
- Les épaves du ciel (1924)
- Écumes de la mer (1925, портрет автора роботи Пікассо)
- Grande nature (1925)
- La peau de l'homme (1926)
- Le gant de crin (1927)
- La balle au bond (1928, портрет роботи Модільяні)
- Sources du vent (1929, портрет роботи Пікассо)
- Flaques de verre (1929)
- Pierres blanches (1930, портрет і фронтиспис М. Шагала)
- Risques et périls (оповідання 1915—1928)
- Ferraille (1937)
- Plein verre (1940)
- Plupart du temps (1945, вірші 1915—1922)
- Visages (1946, з літографіями Матісса)
- Le chant des morts (1948, з літографіями Пікассо)
- Le livre de mon bord (1948, нотатки 1930—1936)
- Main d œuvre (1949, вірші 1913—1949)
- Une aventure méthodique (1950, з літографіями Брака)
- Cercle doré (1953, з літографією Шлюбу)
- Au soleil du plafond (1955, з літографіями Хуана Гріса)
- En vrac (1956, нотатки про літературу)
- La liberté des mers (1959, з ілюстраціями Ж. Брака)
- Œuvres complètes. 2 томи. Étienne-Alain Hubert. Flammarion, Paris 2010, ISBN 978-2-08-122201-4.

## Українські переклади
Окремі поезії П'єра Реверді українською мовою перекладали Микола Терещенко та Олег Жупанський.

## Приклад поезії
Світло
Малесенька плямка сяє між повік, що моргають. Кімната порожня, а віконниці відчиняються в порохах. Це день, що входить, або кілька спогадів, які примушують плакати твої очі. Краєвид з муром – позаду обрій – твоя пам'ять у сум'ятті, а небо близько від них. Є дерева і хмари, голови, які вивищуються і руки зранені світлом. А відтак завіса, що спадає і огортає всі оці форми в пітьму.